# Spejl (edb)
 For alternative betydninger, se Spejl (flertydig). (Se også artikler, som begynder med Spejl)
Et spejl eller filspejl (engelsk mirror) er en mængde filer, der vedligeholdes et sted, men løbende kopieres et andet sted hen, så flere brugere kan få hurtig adgang. Det typiske eksempel er populære programmer, der kopieres til servere i mange lande for at give hurtig adgang.
Mange filspejle er lavet sådan, at der kun kan opdateres på en server, og de øvrige opdateres så automatisk med faste mellemrum. Det er muligt at lave systemer, hvor der kan opdateres på flere servere, men det er kompliceret og mindre udbredt.

## Danske filspejle
- dotsrc.org (det tidligere SunSITE.dk) – spejler populær open source-software
- KLID – primært filspejl for Linux-distributioner
- UNI-C
- DKUUG (ftp.dkuug.dk)